# Kōda Aya

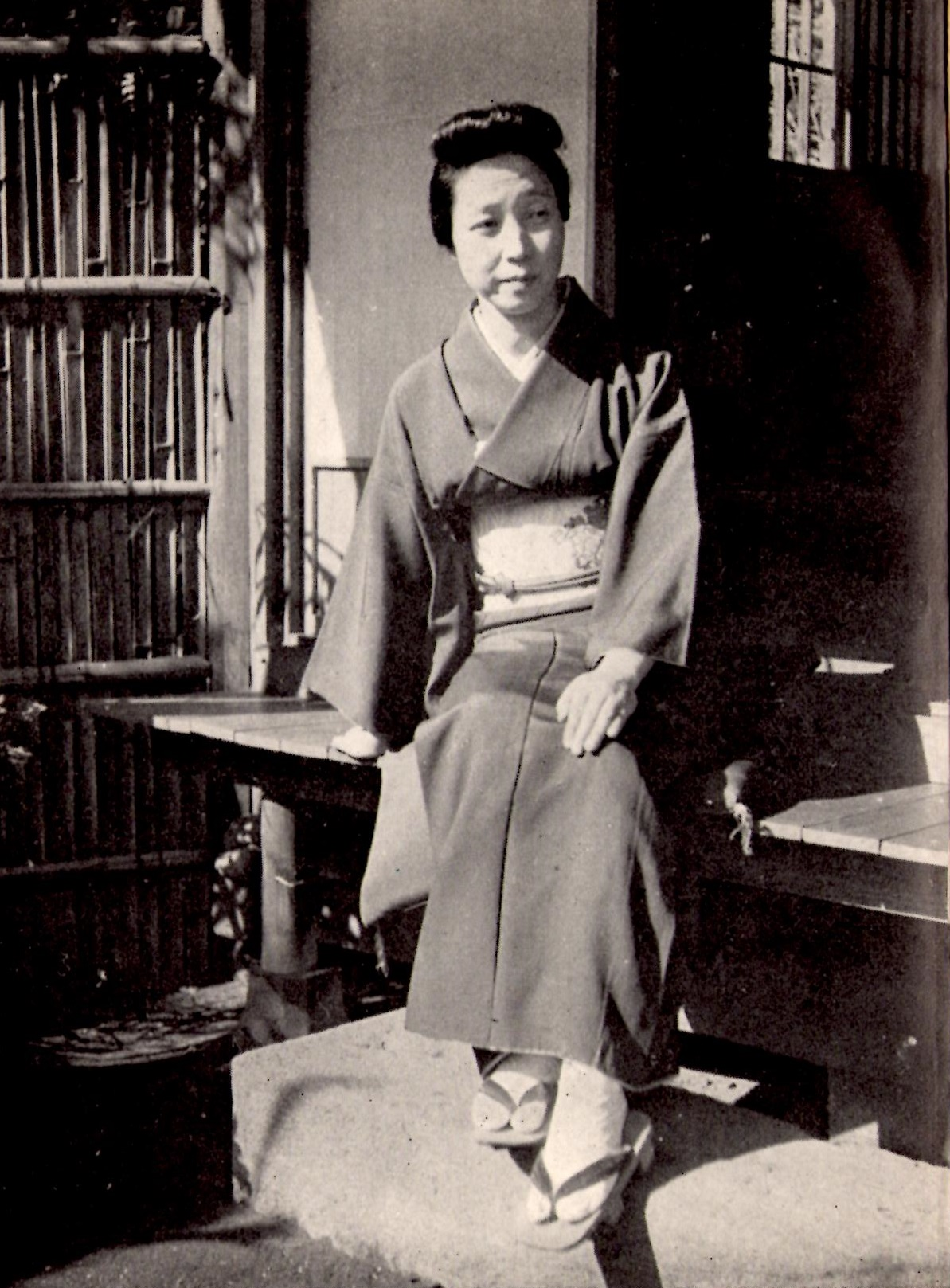
Kōda Aya

Kōda Aya (japanisch 幸田 文; * 1. September 1904 in Tokio; † 31. Oktober 1990) war eine japanische Essayistin und Romanschriftstellerin. Sie war die zweitälteste Tochter von Kōda Rohan und besuchte die Tōkyōter Frauenschule Joshigakuin. Ihre Tochter Aoki Tama und ihre Enkeltochter Aoki Nao wurden ebenfalls Schriftstellerinnen. Charakteristisch für die Werke von Kōda Aya sind ihr klares Ausdrucksvermögen und ihre moralischen Vorstellungen.

## Leben
Kōda Aya wurde im damaligen Tokioter Stadtbezirk Mukōjima (1947 mit Honjo zum heutigen Sumida zusammengelegt) geboren. Im Alter von fünf Jahren verlor sie ihre Mutter, später auch ihre (jüngere) Schwester und ihren (jüngeren) Bruder. Im Alter von 24 Jahren heiratete sie, ließ sich zehn Jahre darauf aber wieder scheiden und kehrte mit ihrer Tochter Tama (siehe: Aoki Tama) ins Haus ihres Vaters, Kōda Rohan, zurück. Während des Zweiten Weltkrieges nahm sie zur Sicherung des Auskommens ihres Vaters eine Arbeitsstelle an (beschrieben wird dies in Aoki Tamas Koishikawa no ie (小石川の家), dt. „Das Haus in Koishikawa“). 
Nach dem Tode Kōda Rohans verarbeitete sie ihre Erinnerungen in Chichi (父, dt. „Mein Vater“) und Konna koto (こんなこと, dt. „Eine solche Angelegenheit“, „So war es“). Aufmerksamkeit erregte sie durch Veröffentlichung von Essays wie Misokkasu (みそっかす, dt. etwa „Der Außenseiter“, wörtlich bezeichnet der Titel den zum Beispiel beim Trinken der Misosuppe oft in der Schale übrigbleibenden Misorest). Danach erkannte sie für sich jedoch die Beschränkungen des Essays und vollendete 1955 ihren Langroman Nagareru, worin sie Erfahrungen, gesammelt während der Arbeit und des Wohnens in einem Geishahaus, verarbeitete und wofür ihr der Preis der japanischen Kunstakademie sowie der Shinchōsha-Literaturpreis verliehen wurden. Hierdurch konnte sie sich als Schriftstellerin etablieren. Für Kuroi suso erhielt sie, ebenfalls 1955, den Yomiuri-Literaturpreis.
In ihren späten Jahren setzte sich Kōda Aya für den Wiederaufbau der Pagoden von Tempeln in ganz Japan ein. Sie starb am 31. Oktober 1990 im Alter von 86 Jahren.
In dem Film Perfect Days von Wim Wenders (2023) kauft der Hauptdarsteller Herr Hirayama Kōda Ayas Essaysammlung “Ki” (“Baum”).  Kōda Aya hätte mehr Beachtung verdient, sagt die Buchhändlerin. "Sie benutzt die selbe Sprache wie wir, und doch klingt alles so anders."

## Hauptwerke
- Kuroi Suso (黒い裾, dt. „Schwarzer Saum“)
- Nagareru (流れる, dt. „[Dahin-]Fließen“)
- Tatakai (闘, dt. „Kampf“)
- Otōto (おとうと, dt. „Mein kleiner Bruder“)
- Misokkasu (みそっかす, dt. etwa „Außenseiter“)
- Shūen (終焉, dt. etwa „Die letzten Stunden“)
- Sōsō no ki (葬送の記, dt. „Aufzeichnungen vom Begräbnis“)